# 続神皇正統記
続神皇正統記（ぞくじんのうしょうとうき）は、室町時代後期に小槻晴富（壬生晴富）によって書かれた史論書。北畠親房の『神皇正統記』の続編の体裁を採りながら、同書は批判する目的で書かれた。全1巻。

## 概要
文明3年（1471年）2月から同14年（1482年）5月の間に執筆されたと推定されている。『神皇正統記』が嫡流を重んじながら後嵯峨天皇以後になって突然「正理」論を持ち出して弟系の大覚寺統、しかもその傍流に過ぎない後醍醐天皇の系統（南朝）を正統な皇統としていることを強く批判し、同書が最後に記した南朝の後村上天皇を「南方偽主」として排除し、後醍醐天皇以後、光厳天皇、後醍醐天皇の重祚、光明天皇、崇光天皇、後光厳天皇、後円融天皇、後小松天皇、称光天皇、後花園天皇、当今（後土御門天皇）と続けて、持明院統（北朝）こそが「後嵯峨院御正嫡の御流」であると主張している。このため、近世になって「南朝正統論」の高まりとともに同書と著者の小槻晴富を糾弾する意見が強まった。もっとも、著者の小槻晴富は南北朝合一当時にはまだ生まれていなかったものの、彼が3歳の時まで南朝最後の後亀山天皇は健在であり、その後も南朝復興を目指す後南朝による事件が15世紀後半まで頻発していた。こうした状況の下で、北朝系である当時の朝廷の官務であった晴富が、南朝（後南朝）を否定して北朝を正統・擁護する論を記すことは不自然な事ではなかったと言える。